# 北間優衣
北間 優衣（きたま ゆい、1994年10月6日 - ）は、日本の女子車いすバスケットボール選手。ポジションはガード。女子車いすバスケットボールチーム「カクテル」所属。車いすバスケットボール女子日本代表選手。

## 来歴
兵庫県伊丹市出身。先天性の二分脊椎症で3歳の時から車いすを使用していたが、学校では周囲の理解があって体育の授業等もすべて出席し、運動は好きだった。中学1年生の時、マネージャーをしていたバスケットボール部顧問から伊丹スーパーフェニックスを紹介され、車いすバスケットボールを始める。伊丹スーパーフェニックスのチームメイトの紹介で女子チーム「カクテル」にも入団。伊丹高校1年生の時、車いすバスケットボール女子日本代表に選出され、2010年アジアパラ競技大会に出場。以後日本代表に定着。
追手門学院大学卒業後、日本生命に就職。2017年日本女子車いすバスケットボール選手権大会でMVPを受賞。2021年の東京パラリンピック日本代表に選出され、全6試合にスターターで出場。
ハイポインターのプレーヤーをサポートするプレーが得意

## 主な成績
- 2010 アジアパラ競技大会 優勝
- 2011 アジア・オセアニアチャンピオンシップス
- 2011 IWBF女子U25車いすバスケットボール世界選手権 5位
- 2013 アジアオセアニアチャンピオンシップス
- 2014 IWBF車いすバスケットボール世界選手権 9位
- 2014 アジアパラ競技大会 準優勝
- 2015 IWBF女子U25車いすバスケットボール世界選手権 6位
- 2017 アジアオセアニアチャンピオンシップス
- 2018 アジアパラ競技大会 準優勝
- 2019 アジアオセアニアチャンピオンシップス
- 2021 東京パラリンピック 6位